# Joyce Kozloff
Joyce Kozloff geborene Blumberg (* 14. Dezember 1942 in Somerville, New Jersey) ist eine US-amerikanische feministische Künstlerin. Sie ist eine zentrale Figur der Pattern-and-Decoration-Bewegung sowie der feministischen Kunstbewegung der 1970er Jahre.

## Leben
Joyce Blumberg wurde 1942 in Somerville geboren. Sie stammt aus einer jüdischen Familie litauischer Abstammung. Ihr Vater, Leonard Blumberg, war Rechtsanwalt und ihre Mutter, Adele Rosenberg, Hausfrau. Die Familie war jüdisch, aber nicht religiös.
Joye Blumberg studierte Kunst in Sommerkursen an der Art Students League in New York (1959), an der Rutgers University in New Jersey (1962) und an der Universität Florenz (1963). 1964 erwarb sie ihren Bachelorabschluss am Carnegie Institute of Technology in Pittsburgh und 1967 ihren Masterabschluss an der Columbia University in New York. Im selben Jahr heiratete sie den Kunstkritiker, Fotograf und Kunsthistoriker Max Kozloff und reiste nach Spanien, wo sie mit der islamischen Kunst in Kontakt kam. 1969 wurde ihr Sohn, der Schriftsteller Nikolas Kozloff, in New York geboren.
Joyce Kozloff war in der feministischen Kunstbewegung der 1970er Jahre aktiv. 1971 schloss sie sich mit anderen Künstlerinnen zusammen und gründete das Los Angeles Council of Women Artists, eine Gruppe, die erste Proteste gegen den Mangel an Künstlerinnen im Los Angeles County Museum of Art organisierte.
Im Jahr 1973 lebte Kozloff in Mexiko und entdeckte dort die präkolumbische Kunst. Die meisten der von ihr bewunderten dekorativen Werke wurden anonym von Frauen geschaffen, eine Tatsache, die zu einem Wendepunkt des Denkens Kozloffs führte:

“The feminist revelation – that the decorative arts were largely created by anonymous women and people of color, and therefore degraded in the eyes of historians and critics – forever changed my thinking”

„Die feministische Offenbarung, dass die dekorativen Künste größtenteils von anonymen Frauen und People of Color geschaffen und daher in den Augen von Historikern und Kritikern abgewertet wurden, hat mein Denken für immer verändert“

Angezogen von der Komplexität und Schönheit nicht-westlicher dekorativer Kunst besuchte Kozloff 1975 anschließend Marokko und 1978 die Türkei. Gemeinsam mit Valerie Joudon verfasste sie den Text Art Hysterical Notions of Progress and Culture (1978), in dem sie die sexistischen und rassistischen Annahmen offenlegten, die dem westlichen kunsthistorischen Diskurs zugrunde liegen. Zugleich bekräftigten sie den Wert des Ornaments und dessen ästhetische Schönheit. Das Interesse an der dekorativen Kunst teilte Kozloff mit anderen Künstlern, darunter Miriam Schapiro, Tony Robbin, Robert Zakanitch und Robert Kushner, mit denen sie 1975 die Pattern-and-Decoration-Bewegung begründete. Diese setzte es sich als Ziel, die angewandten und dekorativen Künste zu erforschen, insbesondere der nicht-westlichen Welt. Im selben Jahr war Kozloff zudem Mitbegründerin des Heresies Collective, ein Zusammenschluss von feministischen Künstlerinnen, der regelmäßig die Zeitschrift Heresies: A Feminist Publication on Art and Politics publizierte.
Kozloff ist seit 1998 Mitglied des Verwaltungsrats der Skowhegan School of Painting and Sculpture und seit 2003 Mitglied der National Academy of Design. Von 1992 bis 1998 war sie Mitglied des Beirats des Fachbereichs Kunst der Carnegie Mellon University, von 1985 bis 1989 Mitglied des Verwaltungsrats der College Art Association und von 1984 bis 1986 Mitglied des Beirats des Public Art Fund.
Kozloff wurde für den Film !Women Art Revolution (2010) von Lynn Hershman Leeson interviewt.
2015 erwarb sie einen Doktor in Bildender Kunst an der Carnegie Mellon University und 2016 einen Doktor in Visueller Kunst am Institute for Doctoral Studies in the Visual Arts in Portland.
Sie lebt und arbeitet in New York City.

## Werk

### Dekorative Kunst
Das künstlerische Werk von Kozloff ist maßgeblich von ihrem Interesse für die dekorative Kunst geprägt. Dabei setzt sie sich mit Mustern und Ornamenten aus aller Welt, vorzugsweise aus nicht-westlichen Gebieten auseinander. Das Interesse für die dekorative Kunst rührt auch von ihrem feministischen Engagement, da diese Kunstform vorwiegend Frauen zugeordnet wird. Kozloff vertritt den Grundsatz, dass die dekorative Kunst der „hohen Kunst“ gleichwertig ist. Seit 1973 fertigt sie großformatige Gemälde, die sich mit architektonischen Ornamenten und dekorativer Kunst beschäftigen. Dabei findet eine Überschneidung von Abstraktion und Dekoration statt.

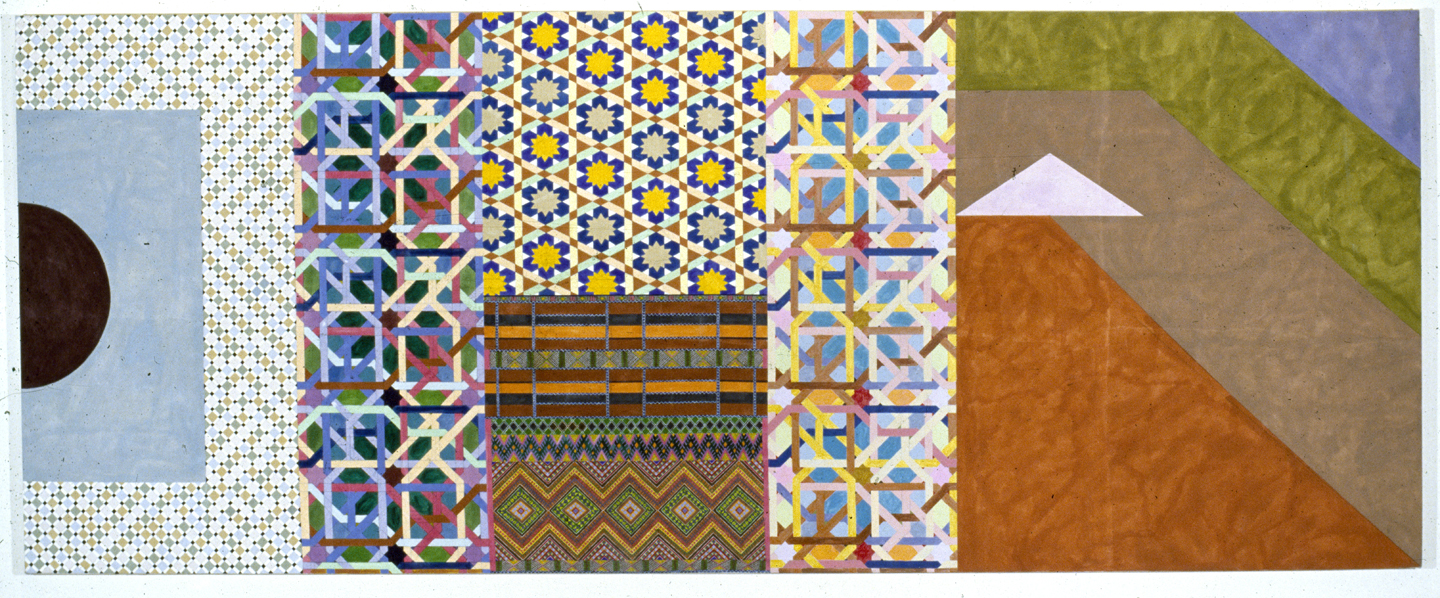
Three Portals…pink triangle, 1977, Acryl auf Leinwand

Mit ihrem Kunstwerk An Interior Decorated weitete sie die Dekoration von Gemälden auf einen ganzen Raum aus. Die Installation stellte einen reich dekorierten Raum dar, der von 1979 bis 1986 für die jeweilige Ausstellung neu gestaltet wurde. Dabei arbeitete Kozloff mit selbsthergestellten Keramikkacheln mit Mustern aus verschiedenen Quellen, z. B. aus der indianischen Töpferkunst, der marokkanischen Keramik, von französischen Spitzenmustern oder keltischen Illuminationen. Das Werk wurde erstmals in der Galerie Tibor de Nagy in New York City ausgestellt.

### Kunst im öffentlichen Raum
Seit 1979 fertigt Kozloff Werke für den öffentlichen Raum, insbesondere für Orte des öffentlichen Verkehrs. Dabei handelt es sich zumeist um Auftragsarbeiten. Die Arbeiten stellen in der Regel kulturelle Porträts der jeweiligen Stadt dar, wobei die Künstlerin oftmals mit Architekturhistorikern, Architekten und der Gemeinde zusammenarbeitet. Die Kunst im öffentlichen Raum steht auch im Einklang mit den feministischen Bestrebungen seit den 1970er Jahren, die Kunst nicht nur auf das Museum und andere als elitär wahrgenommene Institutionen zu beschränken. Die Künstlerinnen gingen daher dazu über, ihre Werke jenseits des traditionellen Rahmens zu präsentieren. Die Werke im öffentlichen Raum von Kozloff verweisen somit auf ihr Bestreben, die Hierarchien in der Kunst einzureißen.
Kunstwerke von Kozloff im öffentlichen Raum:
- 1983: „Bay Area Victorian, Bay Area Deco, Bay Area Funk“, San Francisco International Airport
- 1984: „Homage to Frank Furness“, Wilmington Station, Delaware
- 1984: Humboldt-Hospital Station, Buffalo
- 1985: „New England Decorative Arts“, Harvard (MBTA-Station), Cambridge, Massachusetts
- 1985: „Galla Placidia in Philadelphia“ und „Topkapi Pullman“, Suburban Station, Philadelphia
- 1987: „'D' for Detroit“, Financial District Station, Detroit People Mover, Detroit
- 1989: „Underwater Landscapes“, Home Savings of America, Atrium, Irwindale
- 1989: „Gardens at Villandry with Angels for Los Angeles“ und „Gardens at Villandry and Chenonceaux with Orange Festoons for Los Angeles“, Home Savings of America Tower, Community Redevelopment Agency of the City of Los Angeles, Los Angeles
- 1990: „Pasadena, the City of Roses“, Plaza Las Fuentes, Pasadena
- 1991: „Caribbean Festival Arts“, Public School 218, New York City
- 1992: Riverside South Corporation, New York (mit Mel Chin, Marry Miss und Fred Wilson)
- 1993: „The Movies: Fantasies and Spectacles“, 7th Street/Metro Center station, Los Angeles
- 1995: „Around the World on the 44th Parallel“, Memorial Library, Minnesota State University, Mankato
- 1997: Ronald Reagan Washington National Airport
- 2001: Bodengestaltung des Chubu Cultural Center, Kurayoshi, Japan
- 2002: „Florida Revisited“, Fairway Office Center, West Palm Beach, Florida
- 2003: „Dreaming: The Passage of Time“, Konsulat der Vereinigten Staaten Istanbul, Türkei

### Künstlerbücher

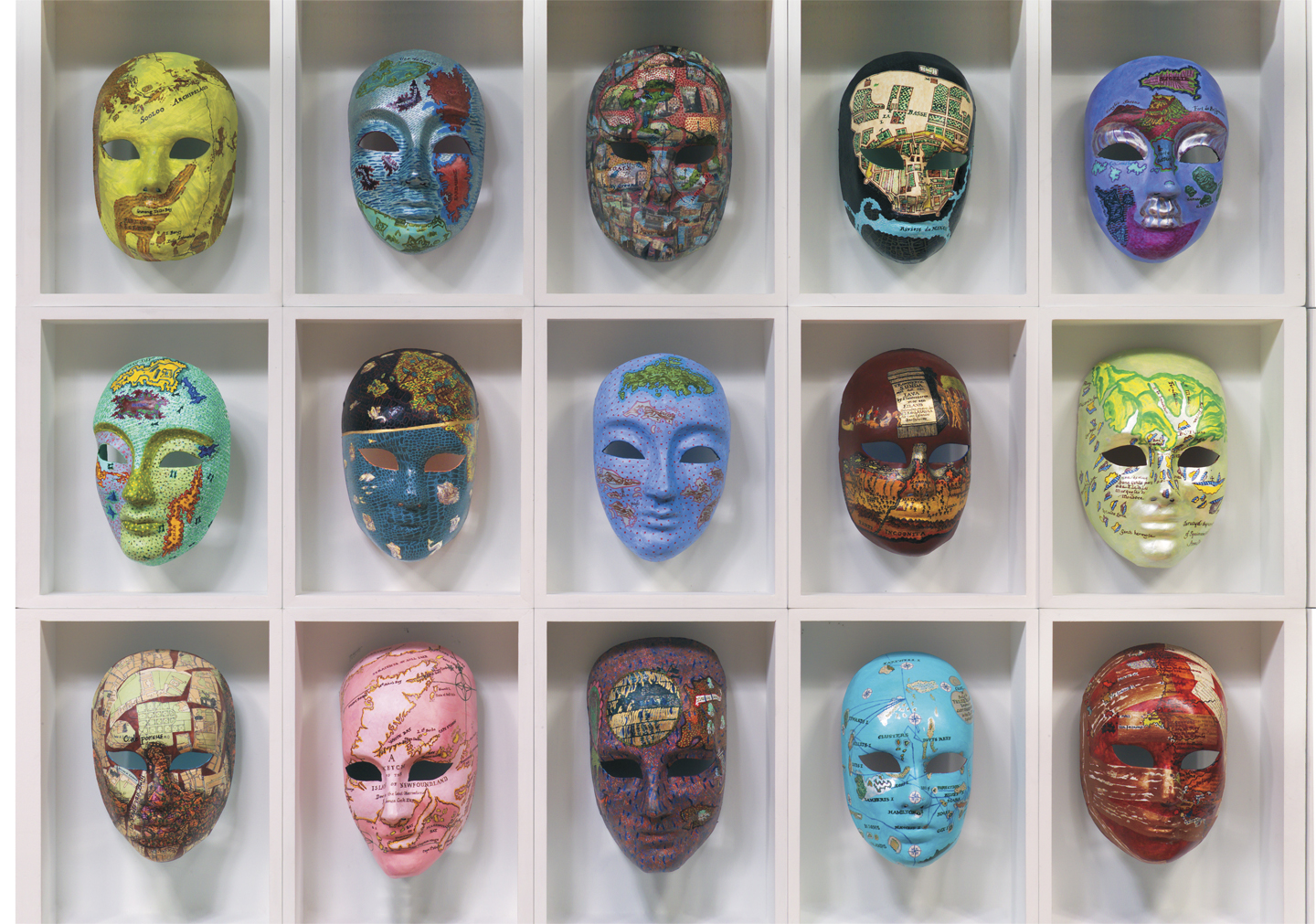
Voyages, masks, 2004 bis 2006, Acryl, Collage, Holz

Seit den späten 1980er Jahren fertigt Kozloff auch Künstlerbücher. Ihre Serie Patterns of Desire - Pornament is a Crime, die aus 32 Aquarellen besteht, stellt neben dekorativer Kunst aus verschiedenen Kulturen auch sexuelle Posen als dekorative Elemente dar. Das Künstlerbuch wurde von der Hudson Hills Press mit einem einführenden Essay von Linda Nochlin veröffentlicht.
Die Arbeit Boys’ Art besteht aus 24 Zeichnungen, die auf Collagen aus Kinderzeichnungen des Sohnes von Kozloff sowie Illustrationen, Diagrammen und Landkarten historischer Schlachten basiert. Die Werke untersuchen die generelle Faszination vieler Jungen für den Krieg. Das zugehörige Künstlerbuch wurde 2003 von Distributed Art Publishers mit einem einleitenden Essay von Robert Kushner veröffentlicht.
Das dritte Künstlerbuch von Kozloff trägt den Titel China Is Near. Es erforscht chinesische Orte, die die Künstlerin außerhalb von China vorfand, z. B. die Mott Street in Manhattan, die Main Street in Queens, die Eighth Avenue in Brooklyn, die Webster Street in Oakland oder die Grant Avenue in San Francisco; alles Orte auf der Seidenstraße des 21. Jahrhunderts. Die Fotografien fassen diese Orte sowie die Reizüberflutung durch den Übermaß an Kitsch ein und dokumentieren die Eindrücke mit Collagen, Zeichnungen alter Landkarten, Bildern aus dem Internet sowie chinesischen Schriftzeichen und Motiven.

### Kartografie
Seit den 1990er Jahren befasst sich Kozloff verstärkt mit der Kartografie als künstlerisches Mittel. Ihre Serien aus den 1990ern und 2000ern nutzen die Kartografie als Mittel zur Beschäftigung mit Geschichte, Kultur und dekorativer Kunst. Dabei lag ihr Fokus zunächst auf bekannten Städten, die sie mit Mustern und Bildern überlagerte und deren koloniale Vergangenheit aufarbeitete. Andere Serien untersuchten Gewässer und Ungenauigkeiten früher Karten aus dem „Zeitalter der Entdeckungen“.
Das Installation Targets (1999–2000) stellt einen begehbaren Globus dar, der aus 24 Teilen besteht. Jedes dieser Teile ist mit der Luftbildkarte eines Ortes bemalt, der nach dem Zweiten Weltkrieg von den USA bombardiert wurde. Die Installation Voyages + Targets (2006) beschäftigt sich mit der Geschichte des Kolonialismus und wurde erstmals im Arsenal von Venedig ausgestellt. Kozloff malte hierfür Inseln aus der ganzen Welt auf 64 venezianische Karnevalsmasken.

## Ausstellungen

### Einzelausstellungen (Auswahl)
- 2021: Mapping a Friendship, Temple University Gallery of Art, Rom
- 2016: Joyce Kozloff, Mezzanine Gallery, Metropolitan Museum of Art, New York
- 2006: Targets, Museo d’Arte Contemporeanea di Villa Croce, Genua
- 2005: Joyce Kozloff, John and June Allcott Gallery, Hanes Art Center, University of North Carolina at Chapel Hill
- 2004: Joyce Kozloff & Max Kozloff, University Art Gallery, New Mexico State University, Las Cruces
- 2002: Joyce Kozloff: Topographies, Contemporary Art Center of Virginia, Virginia Beach
- 1990/93: Patterns of Desire, Lorence-Monk Gallery, New York
- 1984: Three Train Stations, Delaware Art Museum, Wilmington
- 1983: Investigations 4: Joyce Kozloff, Institute of Contemporary Art, Philadelphia

### Gruppenausstellungen (Auswahl)
- 2021: Les Flammes. L’art vivant de la ceramique, Musée d’art moderne de la Villa de Paris
- 2020: Telling Threads, Smithsonian American Art Museum, Washington, D.C.
- 2019: With Pleasure: Pattern and Decoration in American Art 1972-1985, Museum of Contemporary Art, Los Angeles
- 2018: Pattern and Decoration: Ornament as Promise, Ludwig Forum für Internationale Kunst, Aachen
- 2015: Marks Made: Prints by American Women Artists from the 1960s to the Present, Museum of Fine Arts, Saint Petersburg
- 2013: The Other Americans. Discoveries of the 1970s and 80s, Ludwig Forum für internationale Kunst, Aachen
- 2012: Repeat After Me, New Mexico Museum of Art, Santa Fe
- 2011: Doin' It in Public Feminism and Art, Ben Maltz Gallery, Otis College of Art and Design, Los Angeles
- 2010: The Collaborative Print: Works from SOLO Impressions, National Museum of Women in the Arts, Washington, D.C.
- 2008: Burning Down the House: Building a Feminist Art Collection, Brooklyn Museum, New York
- 2007: WACK! Art and the Feminist Revolution, The Geffen Contemporary at MOCA, Los Angeles
- 2002: Personal and Political: The Women’s Art Movement, 1969-1975, Guild Hall Museum, East Hampton
- 2001/2002: Patterns: Between Object and Arabesque, Kunsthallen Brandts Klaedefabrik, Odense
- 2001: New Prints/Summer, International Print Center, New York
- 2000: First International Art Biennal - Buenos Aires: The Globalization of Urban Culture, Museo Nacional de Bellas Artes, Buenos Aires
- 1997: Generations, A.I.R. Gallery, New York
- 1995: Divisions of Labor: Women’s Work in Contemporary Art, Bronx Museum of Art, Bronx, New York
- 1991: The Artist’s Hand, San Diego Museum of Art, La Jolla
- 1988: Architectural Art: Affirming the Design Relationship, American Craft Museum, New York
- 1987: Utopian Visions, Museum of Modern Art, New York
- 1985: American Art: American Women, Stamford Museum and Nature Center, Stamford
- 1980: Printed Art: A View of Two Decades, Museum of Modern Art, New York
- 1979: Whitney Biennal, Whitney Museum of American Art, New York
- 1977: Contemporary Issues: Works on Paper by Women, Woman’s Building, Los Angeles
- 1974: Spring Invitational, A.I.R. Gallery, New York
- 1972: Painting Annual, Whitney Museum of American Art, New York

## Auszeichnungen (Auswahl)
- 2009: Women’s Caucus for Art Lifetime Achievement Award
- 2004: Guggenheim-Stipendium[7]
- 1999/2000: Prix de Rome
- 1997: National Endowment for the Arts Fellowship
- 1992: Stipendium der Rockefeller Foundation
- 1985: National Endowment for the Arts Fellowship